# 1881 az irodalomban
Az 1881. év az irodalomban.

## Megjelent új művek
- Gustave Flaubert utolsó, befejezetlen regénye: Bouvard és Pécuchet (Bouvard et Pécuchet)
- Anatole France francia író első regénye: Bonnard Szilveszter vétke (Le Crime de Sylvestre Bonnard)
- Henry James regénye: Egy hölgy arcképe (The Portrait of a Lady); folytatásokban: 1880–1881, könyv alakban: 1881
- Gottfried Keller svájci szerző novellaciklusa: Das Sinngedicht[1]
- Jules Vallès francia író Jacques Vingtras [a főhős neve; magyar címe: Szemben a világgal] című önéletrajzi regénytrilógiájának második könyve: Le Bachelier (Belépek az életbe). Az első rész 1879-ben, a harmadik 1886-ban jelent meg.[2]
- Giovanni Verga olasz író leghíresebb regénye: I Malavoglia (A Malavoglia család)
- Jules Verne regénye: Nyolcszáz mérföld az Amazonason (La Jangada)

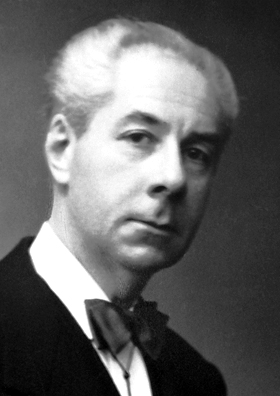
Roger Martin du Gard

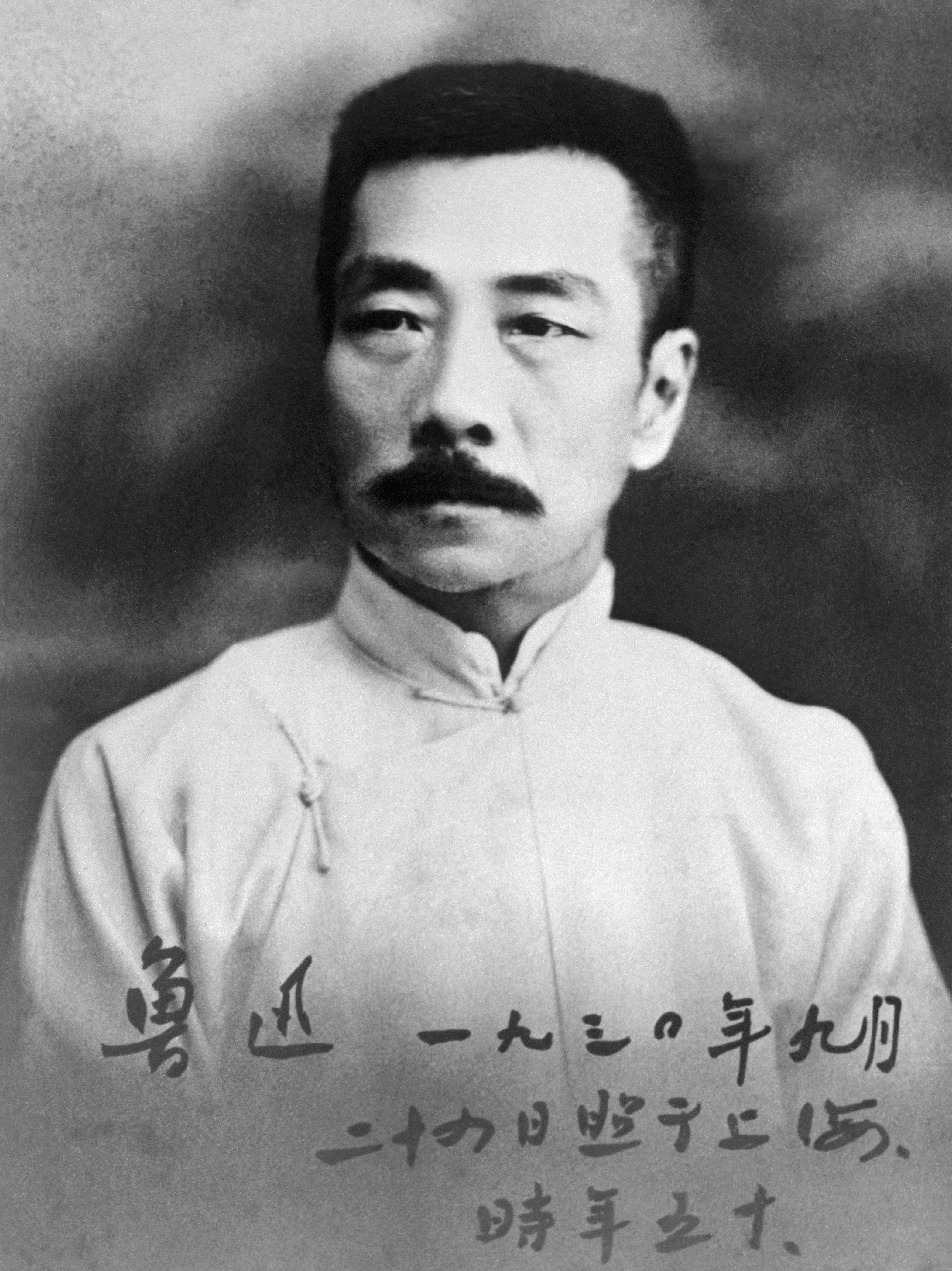
Lu Hszün

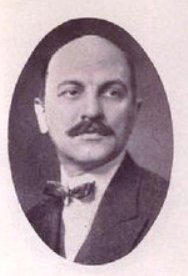
Csathó Kálmán

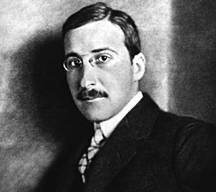
Stefan Zweig

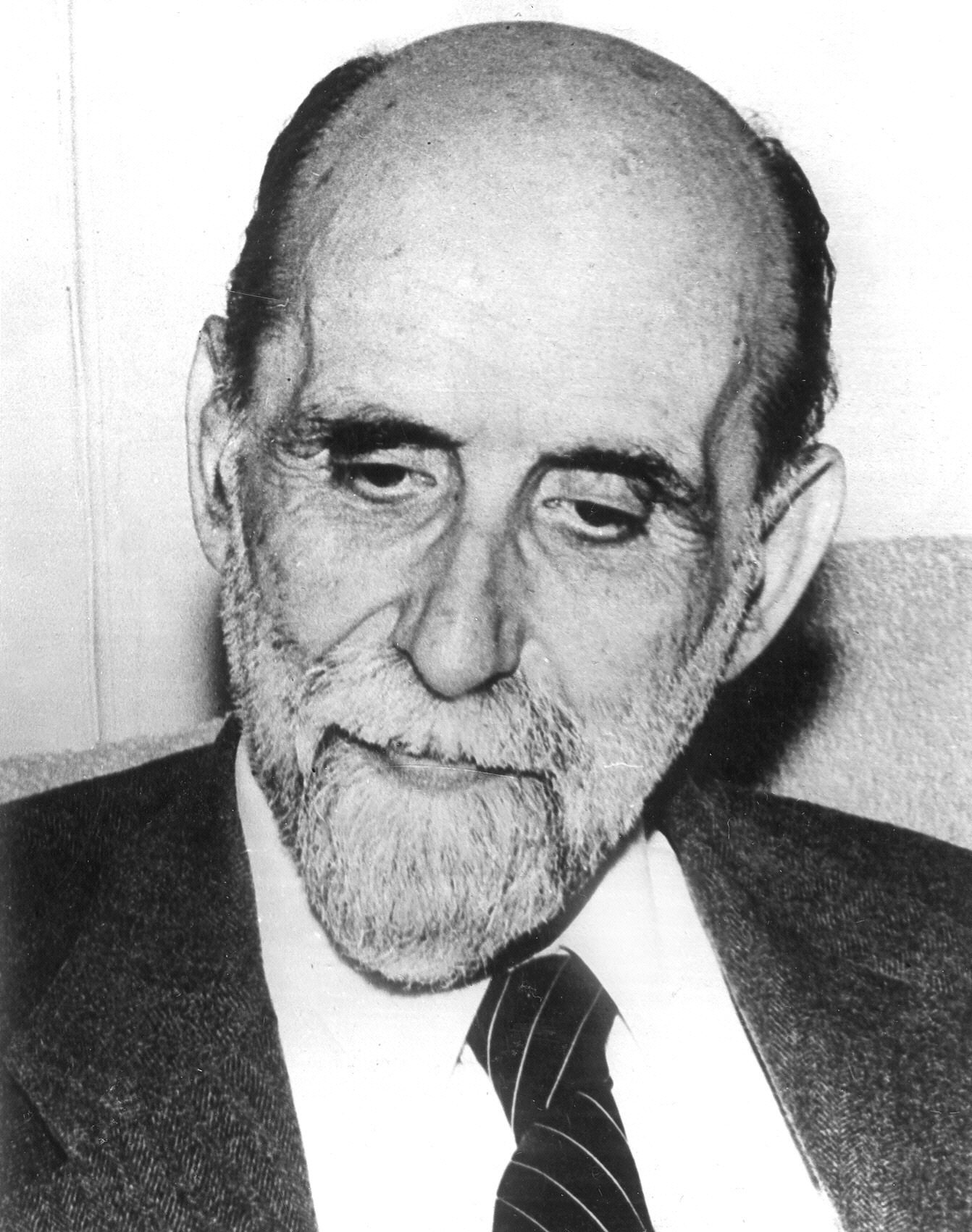
Juan Ramón Jiménez

### Költészet
- Christina Rossetti verseskötete: A Pageant, and other Poems
- Dante Gabriel Rossetti kötete: Ballads and Sonnets
- Paul Verlaine "bűnbánó kötete": Sagesse (Jóság)[3]
- Oscar Wilde verseskötete: Poems

### Dráma
- José Echegaray y Eizaguirre drámája: A nagy Galeotto (El gran Galeoto)[4]
- Ernest Renan francia író filozófiai drámája: L’Eau de Jouvence (Fiatalító víz)[5]
- Először kerül színre Alekszej Konsztantyinovics Tolsztoj orosz író 1870-ben megjelent drámája: Borisz cár (Царь Борис)

### Magyar nyelven
- Mikszáth Kálmán kötete: Tót atyafiak (négy, korábban már megjelent elbeszélés, köztük a Lapaj, a híres dudás)
- Csiky Gergely: Cifra nyomorúság, színmű négy felvonásban; bemutató a Nemzeti Színház

## Születések
- január 5. – Gulyás Pál irodalomtörténész, bibliográfus, könyvtáros, lexikográfus († 1963)
- január 25. – Pintér Jenő irodalomtörténész, a pozitivista irodalomtudomány kiemelkedő képviselője († 1940)
- március 23. – Roger Martin du Gard Nobel-díjas (1937) francia regényíró, A Thibault család című regényfolyam szerzője († 1958)
- április 1. – Octavian Goga román költő, drámaíró, politikus († 1938)
- augusztus 29. – Valery Larbaud francia regény- és esszéíró, műfordító († 1957)
- szeptember 25. – Lu Hszün kínai író, novellista, műfordító, esszéíró, kritikus. A modern kínai irodalom megalapítójának tartják († 1936)
- október 9. – Victor Klemperer német nyelvész, politikus, író, naplóíró, († 1960)
- október 13. – Csathó Kálmán író, színházi rendező († 1964)
- október 15. – P. G. Wodehouse brit író, dráma- és dalszövegíró († 1975)
- november 28. – Stefan Zweig osztrák író, költő, műfordító († 1942)
- december 23. – Juan Ramón Jiménez Nobel-díjas (1956) spanyol költő, prózaíró († 1958)

## Halálozások
- február 3. – Tóth Kálmán költő, drámaíró (* 1831)
- február 9. – Fjodor Mihajlovics Dosztojevszkij orosz író, az orosz regényirodalom legnevesebb képviselőinek egyike, a lélektani regény mestere (* 1821)
- augusztus 20. – Szemere Miklós költő, ügyvéd, politikus (* 1802)
- december 13. – August Šenoa horvát író, a horvát romantika és realizmus átmeneti idejének jeles képviselője (* 1838)